# Cneorane femoralis
Cneorane femoralis es un coleóptero de la familia Chrysomelidae.
Fue descrita científicamente por primera vez en 1888 por Jacoby.